# Dio ci ha creato gratis (miniserie televisiva)
Dio ci ha creato gratis è una miniserie televisiva italiana basata sul libro omonimo di Marcello D'Orta. La regia è di Angelo Antonucci ed è stata trasmessa in prima visione nel 1998 su Canale 5.

## Trama
Don Salvatore, parroco di un paesino vicino a Napoli, scompare durante la celebrazione di un matrimonio dopo aver ricevuto una telefonata. Il cardinale Fonseca (Manfredi) di conseguenza deve risolvere la questione della sostituzione e l'occasione si presenta dopo un incontro avvenuto con don Michele (Leo Gullotta). 
Quest'ultimo si era recato in curia per chiedergli di essere inviato in Africa come missionario, ma incontrando il cardinale non lo riconosce e lo scambia per un funzionario. Fonseca non gli rivela la sua identità, e chiacchierando con lui scopre che don Michele è un ex poliziotto. Lo convince quindi a rinunciare al viaggio in Africa e decide di inviarlo nel convento di don Salvatore per risolvere il caso del parroco scomparso. Una volta arrivato  scopre che il convento è in realtà un rifugio per figli di vittime della camorra e che di ciò il cardinale non è a conoscenza.